# 亚沃尔
亚沃尔（波蘭語：Jawor，發音：[ˈjavɔr]）是波兰下西里西亚省的城镇，面积18.8平方公里，人口24,347人（2006年）。
2001年，亚沃尔的和平教堂入选联合国教科文组织世界文化遗产。